# Дедина, Вацлав
Вацлав Дедина (чеш. Václav Dědina; 6 декабря 1870, Винаржице Австро-Венгрия (ныне района Млада-Болеслав, Среднечешский край, Чехии) — 30 ноября 1956, Прага, ЧССР) — чехословацкий учёный, физико-географ, геоморфолог, педагог, профессор Карлова университета в Праге (с 1933), член-корреспондент Академии наук Чехословакии (1952).

## Биография
Родился в семье мельника. Окончил гимназию в Праге, изучал богословие в Пражском университете. В 1919 году получил степень бакалавра, позже учительствовал в школах и гимназиях.
Читал лекции в качестве профессора факультета геоморфологии и географии в Карловом университете. Во время Второй мировой войны не работал
С 1952 года до своей смерти — сотрудник Чехословацкой академии наук.
В 1955 году был награжден орденом Труда.

## Научная деятельность
Основные работы учёного по общей физической географии, геоморфологии и проблемам географического районирования Чехословакии.
В середине 1920-х годов В. Дедина инициировал программу географического регионализма, направленную на научное районирование Чехии и Моравии на естественные географические единицы (регионы). Этой теме он посвятил 20 научных работ и ряд лекций на международных форумах экспертов в Чехословакии, Польше и Югославии.
Самой важной работой учёного стала публикация капитального энциклопедического труда под названием «Československá vlastivěda» (1929—1937), главным редактором которого он был.
Вацлав Дедина также — главный редактор многотомного издания по страноведению Чехословакии (1929—1931).
Среди других важных работ Вацлава Дедина:
- Zemězpytný vývoj oblasti československé (1920),
- Fyzikální zeměpis Čech a západní Moravy (1921),
- Tvář naší vlasti a její vývoj (1925),
- Morfologický vývoj pražského zemního obvodu (1926)
- Šumava (1934).

Вацлав Дедина — член Чешского королевского научного общества, академии Масарика, Болгарского географического общества, Чешского общества минералогии и геологии и Чешского географического общества.